# Shalford (Essex)
Pour les articles homonymes, voir Shalford.
 (avril 2023).
Shalford est un village et une paroisse civile de l'Essex, en Angleterre.